# 몬트리올 스크루잡
몬트리올 스크루잡(영어: Montreal Screwjob)은 미국의 프로레슬링 단체 WWF 경기 중에 발생한 사건의 통칭이다. 1997년 11월 9일 〈서바이버 시리즈〉에서 브렛 하트와 숀 마이클스의 WWF 챔피언 경기에서 발생했다.

## 설명
1997년 11월 9일, 〈서바이버 시리즈〉에서 브렛 하트와 숀 마이클스는 WWF 챔피언십 경기를 벌이고 있었다. 경기는 순조롭게 진행되고 있었고, 심판이었던 얼 헤브너가 쓰러져 있는 상태에서 숀 마이클스가 브렛 하트에게 샤프슈터를 걸고 있는 상태였다. 이 때 갑자기 얼 헤브너 심판이 일어나더니 경기포기 선언을 하지도 않은 브렛 하트에게 기권패 선언을 하고는 경기장을 황급히 벗어났고, WWF 챔피언 타이틀은 숀 마이클스의 것이 되었다.
억울하게 챔피언 타이틀을 빼앗긴 브렛 하트는 분노했고, 즉각 숀 마이클스와빈스 맥마흔에게 맹렬한 비난을 퍼부었다. 경기를 지켜보는 관중들과 시청자, 그리고 WWF의 다른 선수들도 이 상황을 이해하지 못하고 WWF 측을 성토했다. 또한 브렛 하트의 출신 국가이자 경기가 열렸던 캐나다에서 숀 마이클스와 빈스 맥마흔은 증오의 대상이 되어 한동안 현지에서 경기를 가질 때마다 많은 야유를 받아야 했다.
이후 브렛 하트는 예정된 대로 WCW로 옮겨갔으며, 그 곳에서 선수 생활을 지속하다 경기 중 뇌진탕 증세로 은퇴해야 했고, 숀 마이클스 역시 얼마 지나지 않아 등 부상으로 장기간 선수 활동을 그만두어야 했다.

## 배경
당시 WWF는 라이벌 단체인 WCW와 힘겨운 경쟁을 벌이고 있었다. WCW는 경영주 테드 터너의 강력한 자금력으로 WWF를 압도했고, 많은 연봉과 우수한 계약 조건으로 계속해서 WWF의 간판 선수들을 빼앗아가고 있었으며, 브렛 하트는 거의 마지막 남은 거물급 선수였다. 그러나 WCW는 마침내 브렛 하트까지 빼앗아오는데 성공했고, WWF의 소유주인 빈스 맥마흔은 당황하여 당시 브렛 하트가 가지고 있던 챔피언십 타이틀을 내려놓은 상태에서 이적할 것을 권고했다. 그러나 브렛 하트는 이러한 각본을 거부했고, 빈스 맥마흔과 WWF의 경영진은 결국 브렛 하트 몰래 그에게서 타이틀을 박탈하는 각본을 짜게 되었다. 그러나 이 사실은 빈스를 비롯한 극소수의 경영진만이 알고 있었고, 대다수의 관계자들이나 선수들은 이를 모르고 있었다.
브렛 하트의 상대였던 숀 마이클스 역시 이러한 각본에 대해 알고 있었으나, 기만적인 상황으로 인해 자신에게 화가 닥칠 것을 걱정했고, 실제 경기 이후 브렛 하트가 자신을 비난하자 자신은 이 배경을 몰랐다고 변명하였다.

## 이후
WWF와 빈스 맥마흔은 일시적으로 여론의 비난을 받았으나, 빈스 맥마흔은 곧 자신에게 씌워진 악역 이미지를 실제 각본에 적용시킬 궁리를 하게 되었다. 마침 WWF에서는 스티브 오스틴이 빠른 속도로 인기를 얻으며 유명 스타로 급부상하고 있었고, 빈스 맥마흔은 자신과 오스틴이 현장에서 대립하는 각본을 짜 나쁜 경영주와 반항적인 직원 간의 대립 구도를 만들었다. 이 각본은 매우 성공적으로, 스티브 오스틴을 비롯해 WWF의 인기 또한 급상승하게 되었고, 결과적으로 몬트리올 스크루잡은 오히려 WWF가 WCW와의 경쟁에서 우위에 서는 중요한 배경이 되었다.
반면 WCW로 이적한 브렛 하트는 별다른 활약을 하지 못했다. WCW는 그저 라이벌 WWF로부터 중요 선수를 빼앗을 목적으로 브렛 하트를 불러들였을 뿐이었고, 그를 어떻게 활용하겠다는 고민은 하지 않았기 때문이었다. 결국 브렛 하트는 WCW에서 평범한 선수로서 무의미한 역할만을 반복하다 경기 중 사고로 뇌진탕 증세를 보여 은퇴하게 되었고, 이후 WCW는 먼데이 나이트 워스라 불리는 WWF와의 경쟁에서 밀려 사라지게 되었다.